# N-Ацетиласпартат
N-Ацетиласпартат (англ. N-acetyl aspartate, N-acetylaspartate, N-acetyl-L-aspartate, N-acetylaspartic acid, ), сокр. NAA — производное аспарагиновой кислоты, имеет формулу C6H9NO5 и молекулярный вес 175,139 г/моль.
В больших количествах содержится в тканях мозга, составляет 1 % его сухого веса и отвечает за 3—4 % его суммарной осмолярности. Концентрация в мозге составляет 6—7 нмоль/г и в этом N-ацетиласпартат уступает лишь глутамату. Несмотря на это, сам факт наличия N-ацетиласпартата в мозге был установлен лишь в 1956 году Х. Талланом. Подавляющая доля содержащегося в мозге NAA синтезируется митохондриями нейронов из ацетил-кофермента А при помощи аспартат-N-ацетилтрансферазы.
Уровни концентрации NAA в мозге могут быть установлены методами магнито-резонансной спектроскопии, но при этом возникают проблемы с дифференциацией сигналов NAA от сигналов его производного NAAG (N-ацетиласпартилглутамата, англ. N-acetyl aspartyl glutamate). NAAG-сигнал составляет около 7 % суммарного уровня. Описан метод дифференциации NAAG от NAA на МРТ мощностью 3 Тесла.
Снижение уровня NAA считается достоверным индикатором нейрональной дисфункции и гибели нейронов. Например, при МРС — исследованиях больных шизофренией отмечаются локализованные зоны недостаточности N-ацетил аспартата в префронтальной коре, височных долях, гиппокампе.
NAA является донором ацетильных групп в процессе синтеза миелина глиальными клетками.